# Kroatië op het Eurovisiesongfestival 2012
Kroatië nam deel aan het Eurovisiesongfestival 2012 in Bakoe, Azerbeidzjan. Het was de 20ste deelname van het land op het Eurovisiesongfestival. HRT was verantwoordelijk voor de Kroatische bijdrage van de editie van 2012.

## Selectieprocedure

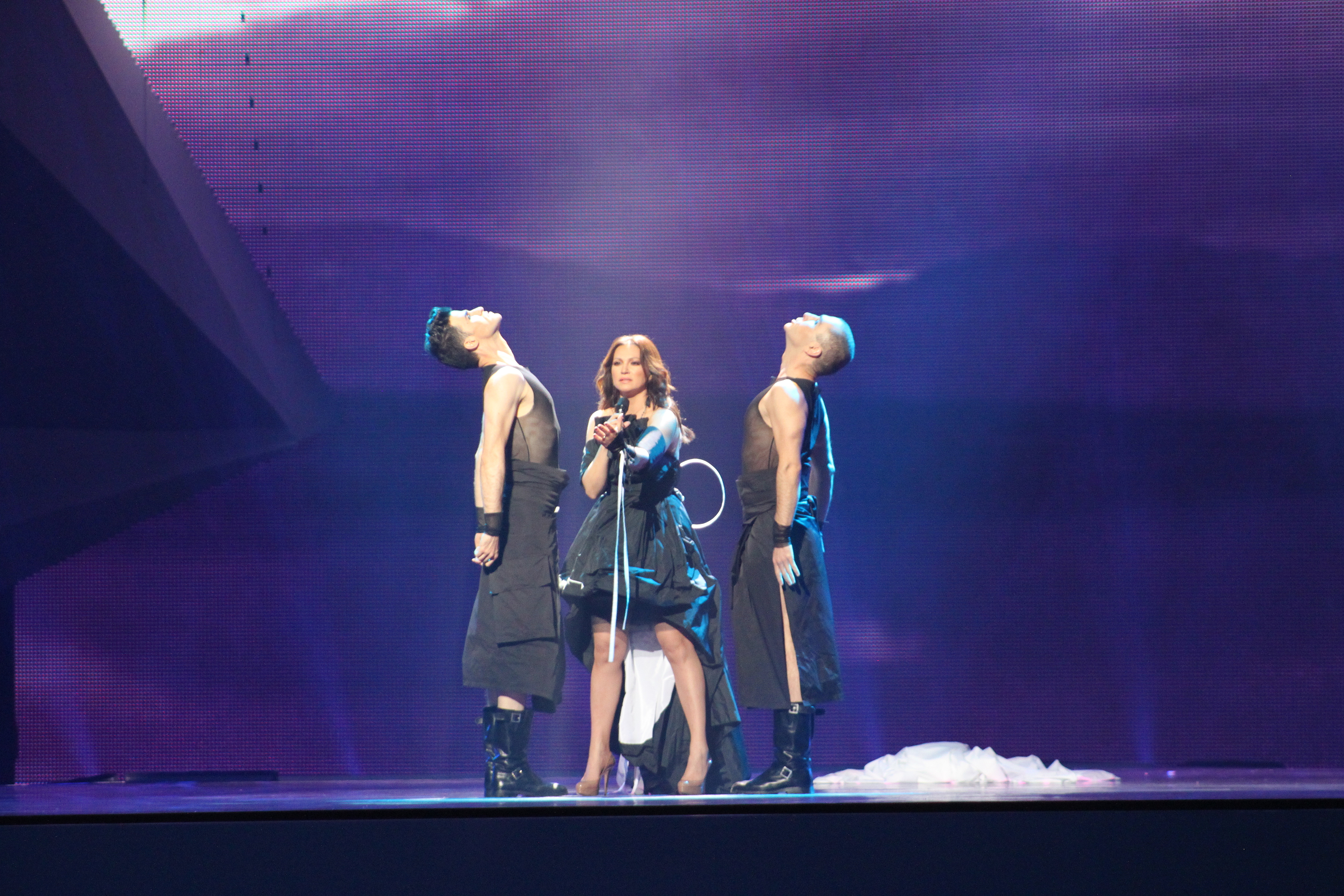
Nina Badrić in Bakoe

Op 22 november 2011 maakte HRT bekend dat Kroatië zou participeren op het Eurovisiesongfestival 2012 in Bakoe. HRT maakte ook bekend dat de nationale selectie, Dora, in 2012 grote veranderingen zou ondergaan. Beroemde Kroatische artiesten zouden uitgenodigd worden en zouden de kans krijgen om met hun eigen songwriters aan de slag te gaan. Later werd bekendgemaakt dat Dora geannuleerd werd vanwege weinig interesse.
Later besloot HRT direct één Kroatische artiest aan te duiden die samen met zijn/haar eigen team een lied mocht componeren voor het Eurovisiesongfestival. Op 10 januari 2012 bevestigde zangeres Nina Badrić via haar officiële Facebookpagina dat zij Kroatië mocht vertegenwoordigen op het Eurovisiesongfestival. Het lied waarmee ze naar Bakoe zou gaan, werd op 18 februari 2012 bekendgemaakt. De keuze viel op Nebo, dat volledig in het Kroatisch vertolkt werd.

## In Bakoe
In Bakoe trad Kroatië aan in de tweede halve finale, op donderdag 24 mei. Daar eindigde het op de 12e plaats, niet genoeg om zich te kwalificeren voor de finale.